# Станіславчицька сільська рада (Шполянський район)
Станісла́вчицька сільська́ ра́да — адміністративно-територіальна одиниця та орган місцевого самоврядування у Шполянському районі Черкаської області. Адміністративний центр — село Станіславчик.

## Загальні відомості
- Населення ради: 643 особи (станом на 2001 рік)

## Населені пункти
Сільській раді підпорядковані населені пункти:
- с. Станіславчик

## Склад ради
Рада складається з 12 депутатів та голови.
- Голова ради: Бакуменко Іван Дмитрович
- Секретар ради: Борона Світлана Миколаївна

### Керівний склад попередніх скликань
| Прізвище, ім'я, по батькові | Основні відомості                                                               | Дата обрання | Дата звільнення |
| --------------------------- | ------------------------------------------------------------------------------- | ------------ | --------------- |
| Дядя Галина Валентинівна    | Сільський голова, 1961 року народження, член Соціалістичної партії України      | 26.03.2006   | 31.10.2010      |
| Бакуменко Іван Дмитрович    | Сільський голова, 1957 року народження, освіта середня спеціальна, безпартійний | 31.10.2010   |                 |

Примітка: таблиця складена за даними сайту Верховної Ради України

### Депутати
За результатами місцевих виборів 2010 року депутатами ради стали:

#### За суб'єктами висування
| Суб'єкт висування                                       | Кількість обраних депутатів | %    |
| ------------------------------------------------------- | --------------------------- | ---- |
| Партія регіонів                                         | 10                          | 83,3 |
| Самовисування                                           | 1                           | 8,3  |
| Соціально-екологічна партія «Союз. Чорнобиль. Україна.» | 1                           | 8,3  |

#### За округами
| № округу                                                | Прізвище, ім'я, по батькові     | Дата визнання обраним | Освіта             | Партійна приналежність                                        | Відомості про обраного депутата                       |
| ------------------------------------------------------- | ------------------------------- | --------------------- | ------------------ | ------------------------------------------------------------- | ----------------------------------------------------- |
| Партія регіонів                                         |                                 |                       |                    |                                                               |                                                       |
| 1                                                       | Броварський Олексій Миколайович | 05.11.2010            | середня            | член Партії регіонів                                          | Зайнятий в особистому селянському господарстві        |
| 2                                                       | Борона Світлана Миколаївна      | 05.11.2010            | вища               | член Партії регіонів                                          | Станіславчицька сільська рада, секретар               |
| 3                                                       | Цьома Сергій Іванович           | 05.11.2010            | середня            | член Партії регіонів                                          | тимчасово не працює                                   |
| 4                                                       | Нарадько Микола Григорович      | 05.11.2010            | середня            | член Партії регіонів                                          | приватний підприємець                                 |
| 5                                                       | Шульга Василь Костянтинович     | 05.11.2010            | вища               | член Партії регіонів                                          | пенсіонер                                             |
| 6                                                       | Карбівничий Олександр Іванович  | 05.11.2010            | середня            | член Партії регіонів                                          | ПП «Стан -Агро», тракторист                           |
| 9                                                       | Лукій Дмитро Миколайович        | 05.11.2010            | середня            | член Партії регіонів                                          | пенсіонер                                             |
| 10                                                      | Малюта Борис Олександрович      | 05.11.2010            | вища               | член Партії регіонів                                          | ПСП «Долина», агроном                                 |
| 11                                                      | Данилко Микола Олександрович    | 05.11.2010            | середня            | член Партії регіонів                                          | Зайнятий в особистому селянському господарстві        |
| 12                                                      | Підкович Тетяна Володимирівна   | 05.11.2010            | середня спеціальна | член Партії регіонів                                          | тимчасово не працює                                   |
| Соціально-екологічна партія «Союз. Чорнобиль. Україна.» |                                 |                       |                    |                                                               |                                                       |
| 7                                                       | Косован Інна Миколаївна         | 05.11.2010            | вища               | член Соціально-екологічної партії «Союз. Чорнобиль. Україна.» | Фельдшерсько- акушерський пунктс. Бурти — 2, фельдшер |
| Самовисування                                           |                                 |                       |                    |                                                               |                                                       |
| 8                                                       | Товстоног Жанна Василівна       | 25.06.2012            | вища               | позапартійна                                                  | тимчасово не працює                                   |